# Cyphonisia annulata
Cyphonisia annulata is een spinnensoort uit de familie Barychelidae. De soort komt voor in Ghana.